# موسي كوه (مقاطعة فومن)
موسي كوه (بالفارسية: موسی کوه) هي قرية تقع في غيلان في إيران. يقدر عدد سكانها بـ 72 نسمة بحسب إحصاء 2016.